# Hønen eller ægget
 Der er for få eller ingen kildehenvisninger i denne artikel, hvilket er et problem. Du kan hjælpe ved at angive troværdige kilder til de påstande, som fremføres i artiklen.

Hønen eller ægget er et dilemma oftest angivet som "hvad kom først, hønen eller ægget?". For filosoffer fremkaldte spørgsmålet om kyllingen eller ægget også spørgsmålet om livets oprindelse og universets oprindelse.
Evolutionsbiologien giver i dag en form for svar på spørgsmålet om det var hønen eller ægget der kom først. Idet livet har udviklet sig fra de første celler, der fik en hinde, er princippet æg kommet før fænomenet høne. Dette kan dog betragtes som en omgåelse af det oprindelige spørgsmål, afhængig af hvad der i spørgsmålet menes med ordet "æg"; de fleste tænker nok på et hønseæg, når de præsenteres for spørgsmålet, og så holder dette svar ikke.[kilde mangler]
Problemet om ”hvad der kom først” ligger også i begrebet årsag.

## Relaterede emner
- Antinomier
- Dialektik